# Societat Coral El Micalet
La Societat Coral el Micalet, heredera del Orfeón Valenciano, fundado en 1893 bajo la protección musical del compositor Salvador Giner y Vidal, tiene los reconocimientos de centro no estatal de enseñanza musical (1975) y de entidad de utilidad pública.
Incluye un instituto musical, una orquesta sinfónica compuesta por jóvenes músicos en edades comprendidas entre los 15 y los 30 años (la Joven Orquesta Salvador Giner), una escuela de danza, varias corales, aulas de teatro (Teatro Micalet), una rondalla, un grupo de danzas tradicionales y un grupo de teatro. Dispone de una extensa biblioteca de tema musical y folclórico (más de 2.000 volúmenes), un archivo musical con muchos manuscritos de Giner, un teatro y una sala de exposiciones. Convoca anualmente premios de teatro, investigación filológica y narrativa juvenil, entre otros. A su actividad de difusión cultural, se añade el compromiso de promoción de la lengua y cultura valenciana con actividades como por ejemplo la organización de viajes al Alguer y en el Rosellón.